# Bryophyllum houghtonii
Bryophyllum houghtonii là một loài thực vật có hoa trong họ Crassulaceae. Loài này được (D.B.Ward) P.I.Forst. mô tả khoa học đầu tiên năm 2006.